# 汪廷昉
汪廷昉（？—？），字曉山，號研薌，休寧人（今安徽黃山人），是一名清朝政治人物。
汪廷昉曾于1796年接替王劝任南汇县知县一职，同年年由张桂林接任。1788年接替杨寿楠任松江府知府，1789年由金城接任。